# 馬麟 (民国)
馬 麟（ば りん）清末民初の軍人。馬家軍の有力頭領である。字は勲臣。回族。兄は馬麒。甥に馬歩青、馬歩芳、馬仲英がいる。

## 人物・生涯
幼年時代はモスクで学問に励んだ。後に武官であった父の馬海宴に従い軍に入隊する。1906年（光緒32年）頃からは、いったん商業に転じた。1911年（宣統3年）に軍に復帰し、西寧鎮標左路統領に任じられる。さらに寧海巡防馬歩全率いる寧海軍で幇統兼左路統領、歩兵第2営管帯に異動した。
1919年（民国8年）、寧海軍玉樹防務支隊司令に任じられる。民国10年（1921年）、甘辺寧海鎮守使署参謀長に異動した。1925年（民国14年）、寧海軍は馮玉祥率いる国民軍に編入、改組され、国民軍新編第26師副師長に任じられた。1926年（民国15年）、甘辺寧海護軍使署参謀長となる。
1929年（民国18年）2月、青海省政府委員兼建設庁長に任じられた。翌年、甘粛全省保安司令に任じられる。騎兵第1師師長を兼任して、蘭州に駐屯した。
1931年（民国20年）8月、兄の馬麒が死去したため、青海省に戻り、代理青海省政府主席となった。1933年（民国22年）3月、正式に省政府主席に任じられた（7月、省政府民政庁長も兼任）。また、西安行営第2防区司令も兼任している。1935年（民国24年）11月には、中国国民党第5期候補中央監察委員となった。
しかし1936年（民国25年）5月、馬麒は甥で馬麒の子である馬歩芳と対立し、青海省政府主席の地位を事実上奪い取られてしまう（馬歩芳の正式な省政府主席継承は、1938年（民国27年）3月）。失意の馬麒は、同年11月、メッカへ巡礼に赴いた。帰国後は故郷に居住する。1937年（民国26年）10月、国民革命軍第17集団軍副司令として復帰した。翌年3月には、国民政府委員にも任じられた。
1945年（民国34年）1月26日、病没。享年70歳。